# Capitool van Hawaï

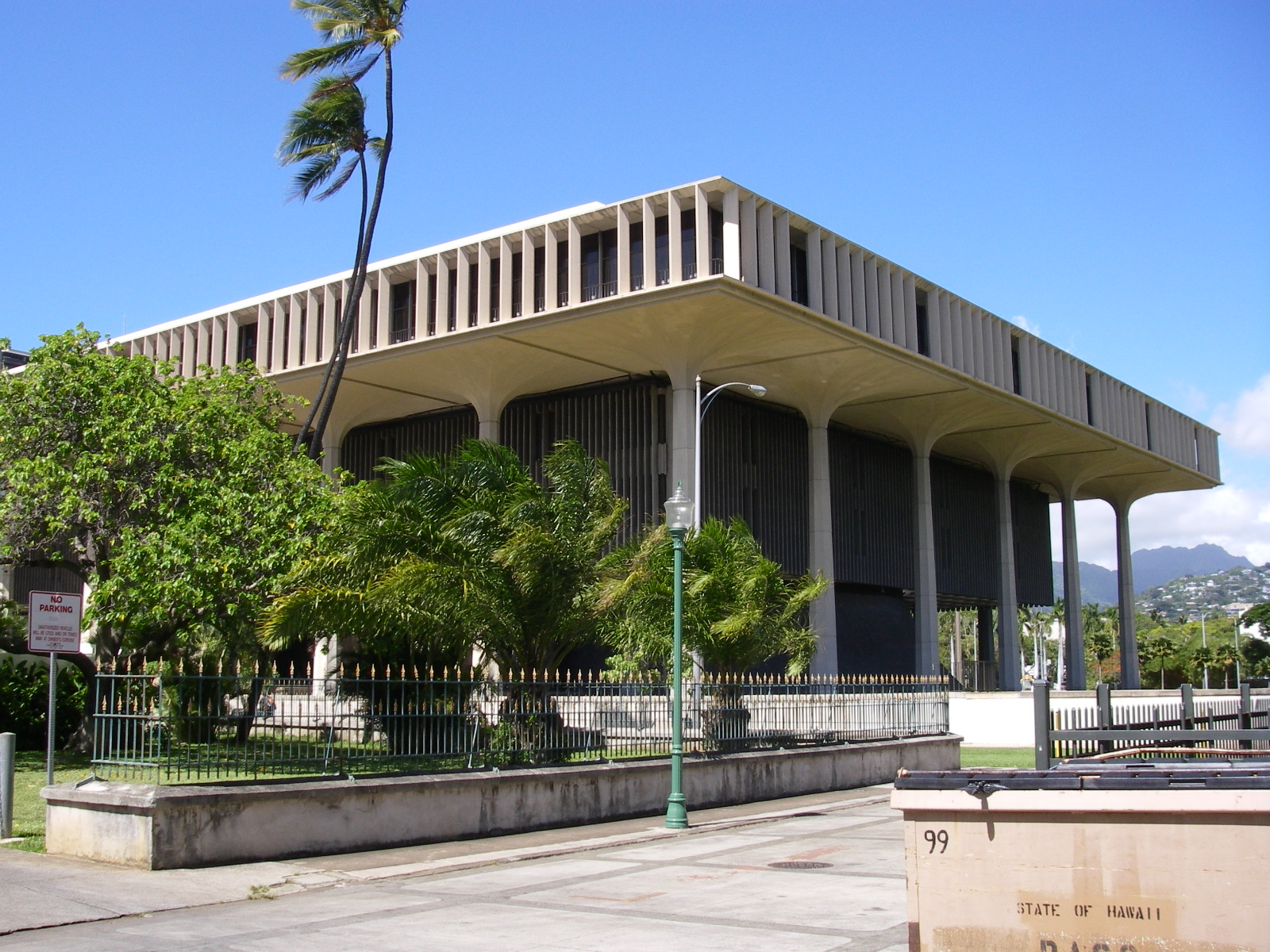
Het parlementsgebouw van Hawaï

Het Capitool van Hawaï (Engels: Hawaii State Capitol) is gevestigd in de Hawaïaanse hoofdstad Honolulu.
Nadat Hawaï op 21 augustus 1959 de 50e staat van de Verenigde Staten werd ontstond de behoeft aan een nieuw parlementsgebouw. Tot die tijd had het Iolanipaleis dienstgedaan als parlement. In opdracht van gouverneur John A. Burns werd opdracht gegeven tot de bouw van een nieuw gebouw naast het paleis.
Het werd opgetrokken in de stijl van het nieuwe formalisme, een stroming binnen het modernisme en is hierdoor een van de weinige deelstaatparlementen dat niet gemodelleerd is naar het Capitool in Washington D.C..
De officiële ruimten in het gebouw zijn ellipsvormig. Deze symboliseren de vulkanen en eilanden van Hawaï.
Rondom het parlement ligt een vijver die de Grote Oceaan symboliseert. De pilaren waar de bovenbouw op steunt zijn geïnspireerd op kokospalmen.

## Monumenten
Rondom het gebouw staan verschillende monumenten. Zo staat er een standbeeld van Pater Damiaan, een Vlaamse missionaris die zich op het eiland Molokai bezighield met het verzorgen van leprozen in de tijd dat het eiland een leprozenkolonie was. Hij werd later heilig verklaard door Paus Johannes Paulus II en wordt gezien als een van de grootste helden uit de Hawaïaanse geschiedenis.
Verder staan er monumenten ter nagedachtenis aan de gevallen Hawaïaanse soldaten van de verschillende Amerikaanse strijdkrachten.
Ook staat er een standbeeld ter nagedachtenis aan koningin Liliuokalani, de laatste koningin van Hawaii.

## Galerij

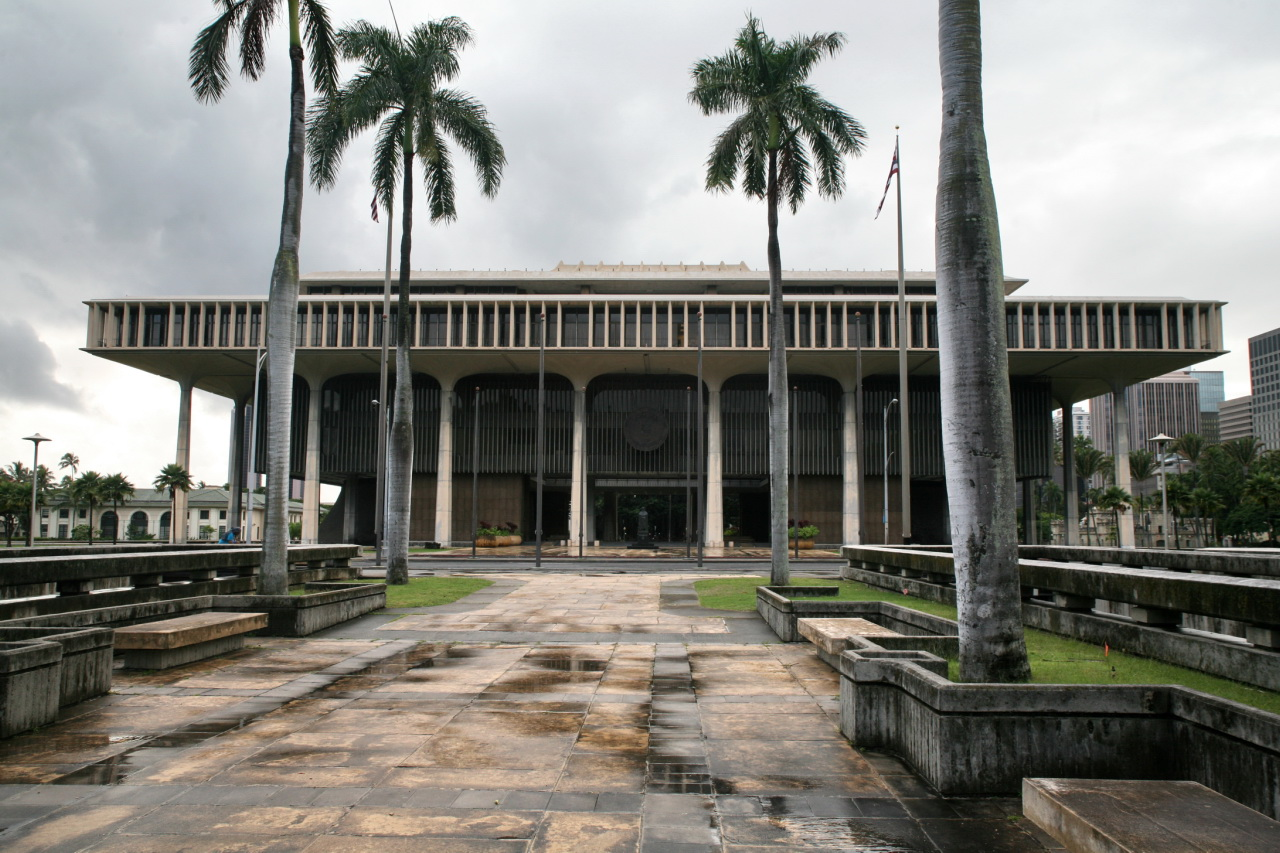
Hawaii State Capital
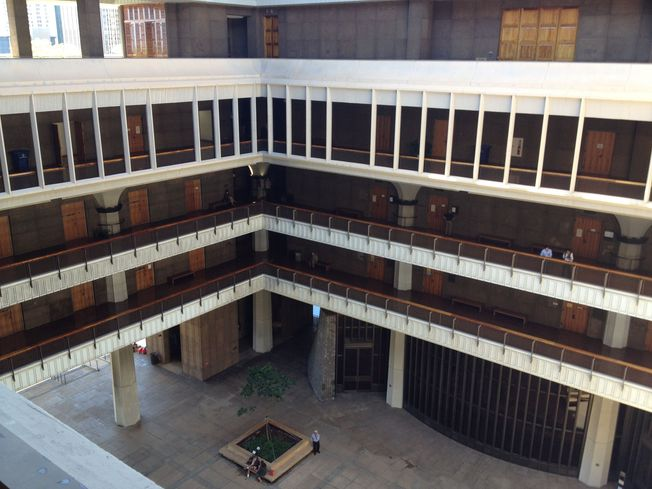
Het gebouw van binnen
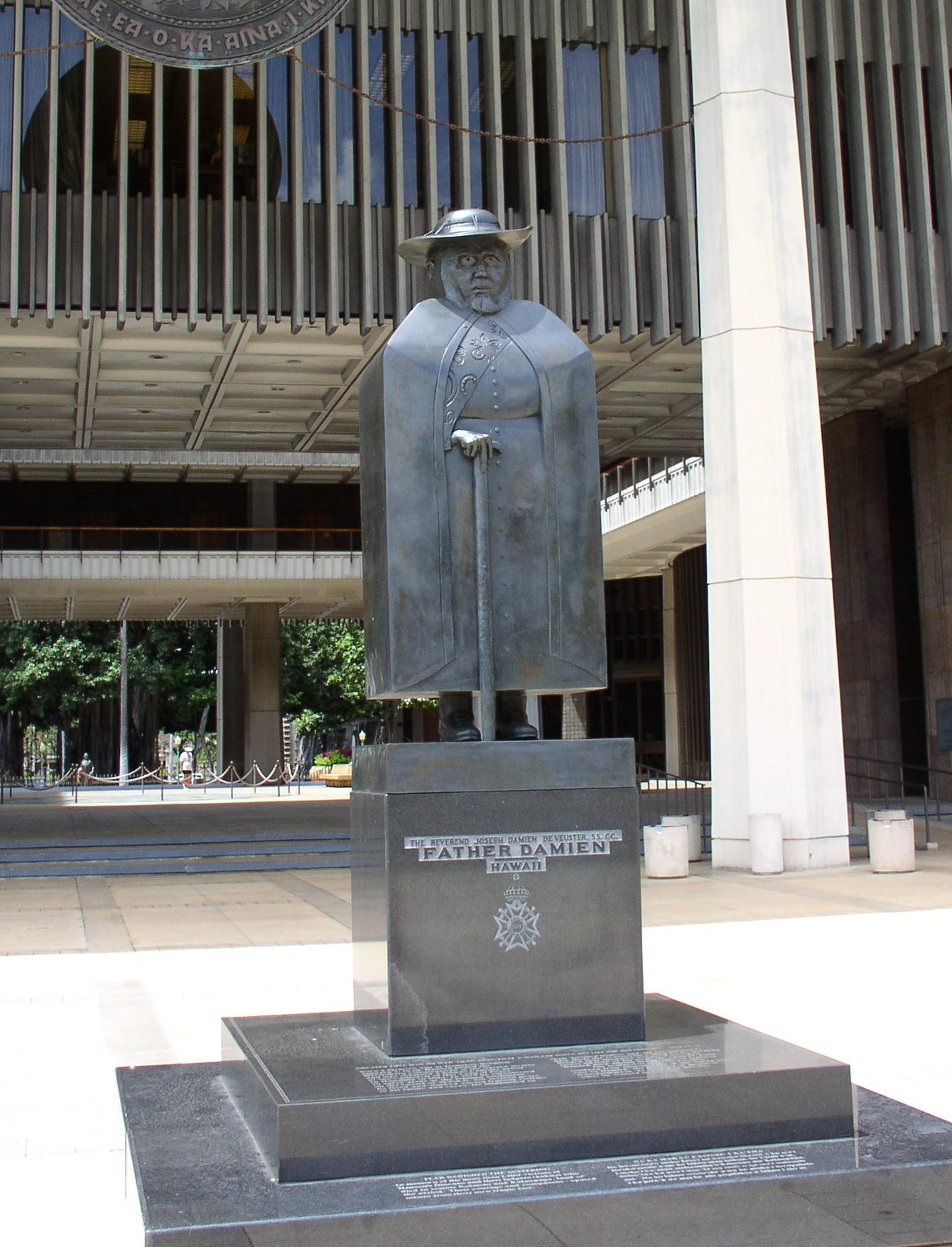
Standbeeld voor Pater Damiaan
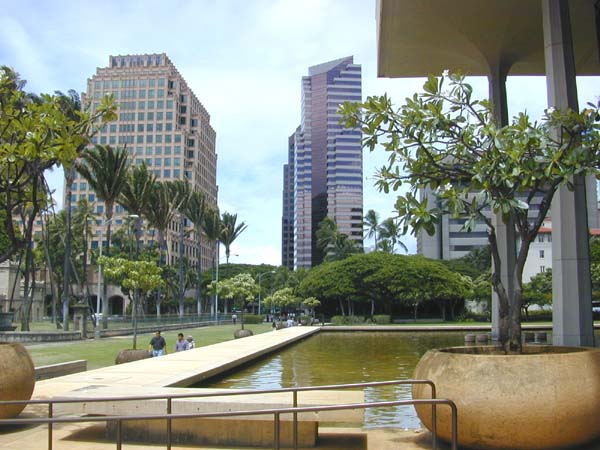
Reflecting pool
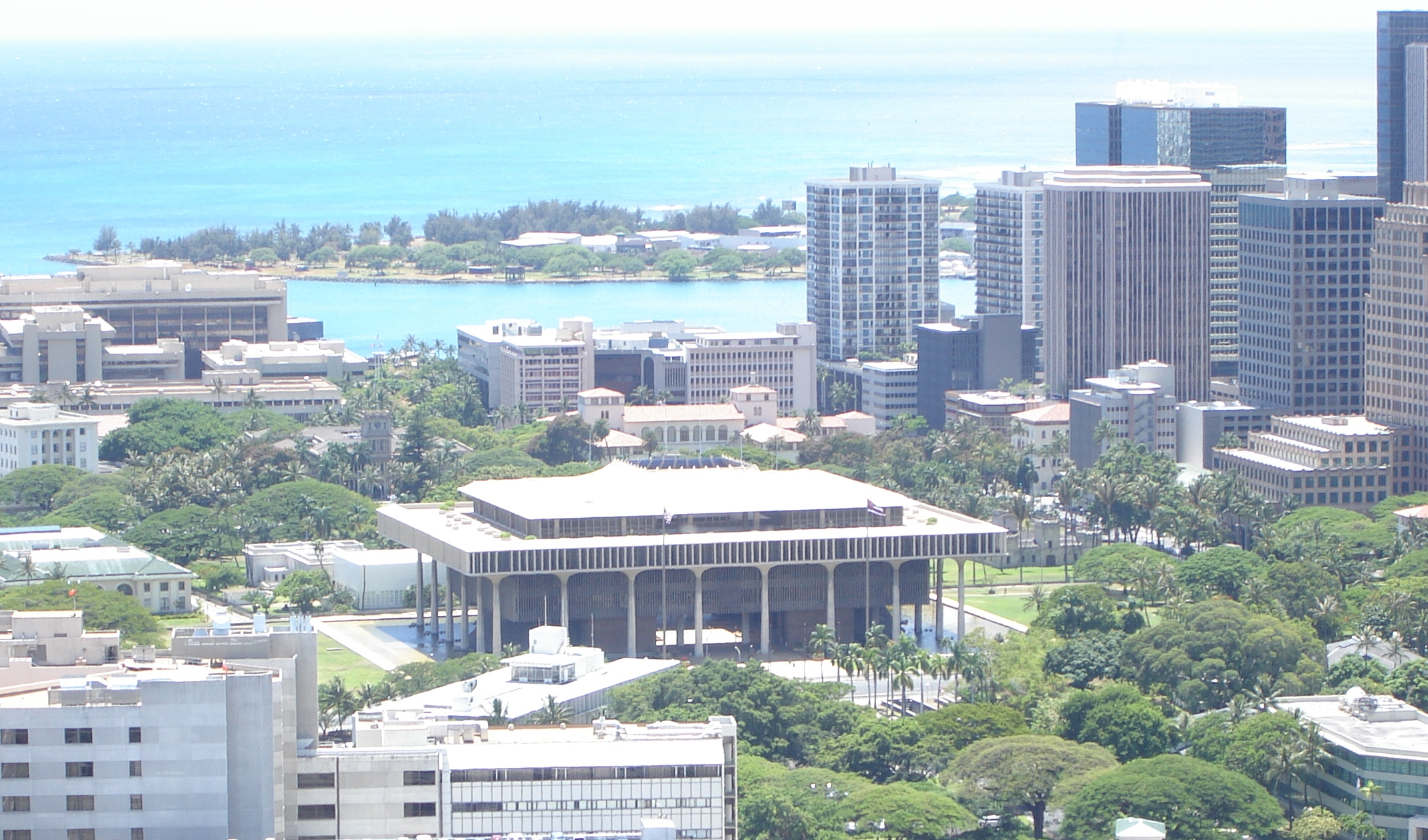
Capitool gezien van de Punchbowl Crater